# Campeonato Europeo de Patinaje de Velocidad sobre Hielo de 1990
El LXXXIV Campeonato Europeo de Patinaje de Velocidad sobre Hielo se celebró en Heerenveen (Países Bajos) del 19 al 21 de enero de 1990 bajo la organización de la Unión Internacional de Patinaje sobre Hielo (ISU) y la Federación Neerlandesa de Patinaje sobre Hielo.
Las competiciones se realizaron en el estadio Thialf de la ciudad neerlandesa.

## Resultados

### Masculino
| Evento              | Oro                                         | Plata                                   | Bronce                                   |
| ------------------- | ------------------------------------------- | --------------------------------------- | ---------------------------------------- |
| 500 m               | Nikolai Guliayev URSS 37,76 s               | Michael Hadschieff · Austria · 37,90 s  | Peter Adeberg RDA 37,91 s                |
| 1500 m              | Ben van der Burg · Países Bajos · 1:54,00   | Tomas Gustafson · Suecia · 1:54,04      | Leo Visser · Países Bajos · 1:54,65      |
| 5000 m              | Bart Veldkamp · Países Bajos · 6:45,66      | Johann Olav Koss · Noruega · 6:49,11    | Geir Karlstad · Noruega · 6:49,12        |
| 10 000 m            | Bart Veldkamp · Países Bajos · 14:01,08     | Thomas Bos · Países Bajos · 14:03,01    | Geir Karlstad · Noruega · 14:05,45       |
| Clasificación total | Bart Veldkamp · Países Bajos · 160,110 pts. | Tomas Gustafson · Suecia · 160,347 pts. | Leo Visser · Países Bajos · 160,504 pts. |

### Femenino
| Evento              | Oro                             | Plata                                 | Bronce                                    |
| ------------------- | ------------------------------- | ------------------------------------- | ----------------------------------------- |
| 500 m               | Gunda Kleemann RDA 40,79 s      | Herma Meijer · Países Bajos · 41,26 s | Sandra Voetelink · Países Bajos · 41,36 s |
| 1500 m              | Gunda Kleemann RDA 2:05,91      | Jacqueline Börner RDA 2:05,95         | Heike Schalling RDA 2:07,53               |
| 3000 m              | Gunda Kleemann RDA 4:20,32      | Constanze Moser RDA 4:22,67           | Svetlana Boiko URSS 4:23,95               |
| 5000 m              | Gunda Kleemann RDA 7:24,76      | Heike Schalling RDA 7:31,53           | Jacqueline Börner RDA 7:35,90             |
| Clasificación total | Gunda Kleemann RDA 170,622 pts. | Jacqueline Börner RDA 173,333 pts.    | Heike Schalling RDA 174,766 pts.          |

## Medallero
- Solo se otorgan medallas en la clasificación general.

| Núm. | País         | Oro | Plata | Bronce | Total |
| ---- | ------------ | --- | ----- | ------ | ----- |
| 1    | RDA          | 1   | 1     | 1      | 3     |
| 2    | Países Bajos | 1   | 0     | 1      | 2     |
| 3    | Suecia       | 0   | 1     | 0      | 1     |
|      | TOTAL        | 2   | 2     | 2      | 6     |